# Lettere d'amore/Vino e campagna
Lettere d'amore/Vino e campagna è un 45 giri del gruppo britannico The Renegades, pubblicato nel 1968.

## Il disco
Entrambe le canzoni sono due versioni in italiano di brani musicali con testi in lingua inglese ed inserite nell'album Lettere d'amore.

## Lettere d'amore
Il titolo del brano è la versione in italiano del celeberrimo brano, del 1945 Lettere d'amore, divenuto un evergreen per le numerosissime cover realizzate nel corso degli anni, di cui una delle più conosciute era quella di Elvis Presley del 1966.

## Vino e campagna
Anche questa era una versione, con il testo di Vito Pallavicini, del brano Camp del gruppo danese Sir Henry and his Butlers.

## Tracce
1. Lettere d'amore - 2:14 - (Victor Young-Devilli)
2. Vino e campagna - 3:18 - (O'Hemry, Vito Pallavicini)

## Nore
1. ↑  Discografia Nazionale della Canzone Italiana